# Bolivia (film)
Pour les articles homonymes, voir Bolivia.
Pour plus de détails, voir Fiche technique et Distribution.
Bolivia est un film argentin en noir et blanc réalisé par Adrián Caetano, présenté et primé aux festivals de Cannes et Saint-Sébastien en 2001, sorti l'année suivante au cinéma.

## Synopsis
Freddy a quitté clandestinement la Bolivie pour les faubourgs de Buenos Aires, dans l'espoir de trouver une situation meilleure et de faire venir sa famille. Il trouve un emploi de cuisinier dans un café, mais l'accueil est plus froid que prévu.

## Fiche technique
- Réalisation : Adrián Caetano
- Production : Iacam, Lita Stantic
- Scénario : Adrián Caetano, d'après une histoire de Romina Lanfranchini
- Photographie : Julián Apezteguia
- Montage : Santiago Ricci et Lucas Scavino
- Musique : Los Kjarkas
- Durée : 82 minutes
- Date de sortie : 
  - Semaine de la critique du Festival de Cannes : mai 2001
  -  Argentine : 11 avril 2002
  -  France : 11 juillet 2007

## Distribution
- Freddy Flores : Freddy
- Rosa Sánchez : Rosa
- Óscar Bertea : Oso
- Enrique Liporace : Enrique
- Marcelo Videla : Marcelo

## Accueil critique
Pour Les Inrocks, « ce drame ordinaire du racisme, de la xénophobie et de l’homophobie se caractérise par son minimalisme [...]. Comme les premiers films néoréalistes, il tire sa force de son immédiateté et de la proximité des comédiens amateurs avec leurs personnages (dont les noms sont leurs vrais noms) et avec les lieux dans lesquels ils évoluent ».

## Distinctions
- Semaine de la critique du Festival de Cannes : Prix de la (toute) jeune critique
- Festival de Saint-Sébastien : Prix Made in spanish
- Association des critiques de cinéma argentins : Condor du meilleur scénario adapté pour Adrián Caetano, et du meilleur acteur dans un second rôle pour Enrique Liporace